# Franz Šedivý
Franz Joseph Paul Šedivý, né le 26 novembre 1888 à Frederiksberg et décédé le 5 avril 1973, est un peintre héraldiste de nationalité danoise.
Il était le fils de Franz Šedivý, dessinateur également, et d'Anna Amalie Caroline Marie Madeleine Combs.
Il commença sa formation d'abord à l'école technique de Frederiksberg de 1905 à 1909, puis à  celle de Copenhague de 1908 à 1909 et enfin à l'École des métiers d'art danois en 1913.
Il a d'abord commencé une activité artistique polymorphe de 1934 à 1948, comme décorateur ou restaurateur dans divers musées comme le Musée National, le Musée du Folklore ou le château de Svanholm, et également comme décorateur de théâtre.
Il cultivait parallèlement son talent d'héraldiste et devint en 1945-1967 peintre de blasons pour l'Ordre Royal du Danemark.
Il a produit une œuvre héraldique importante et variée.